# سيري توليرود
سيري توليرود (بالنرويجية البوكمول: Siri Tollerød)‏ (ولدت في 18 أغسطس 1987) عارضة أزياء نرويجية.

## روابط خارجية
- سيري توليرود على موقع دليل عارضات الأزياء (الإنجليزية)